# Zamek Czettritzów w Wałbrzychu
Zamek Czettritzów w Wałbrzychu – zabytkowy zamek w Wałbrzychu.
Obiekt wybudowany przez Czettritzów, położony przy ul. Zamkowej 3-4  w centrum miasta.

## Opis
Zamek wybudowany został w stylu renesansu, rozbudowany w 1857 r. na siedzibę administracji książąt pszczyńskich. W latach 1882–1883 przeszedł gruntowną przebudowę, mieścił siedzibę Urzędu Wojewódzkiego w Wałbrzychu. Obecnie w zamku mieści się zaś Państwowa Wyższa Szkoła Zawodowa im. Angelusa Silesiusa w Wałbrzychu. 
Obiekt jest częścią zespołu zamkowego, w skład którego wchodzą jeszcze: 
- park
- folwark z końca XVIII, XIX w.: 
  - budynek oficjalistów,
  - oficyna gospodarcza (stajnia i wozownia),
- dwa domy (m.in. willa ks. Daisy, w którym zmarła), ul. Młynarska 18 b, c[3][4][5].

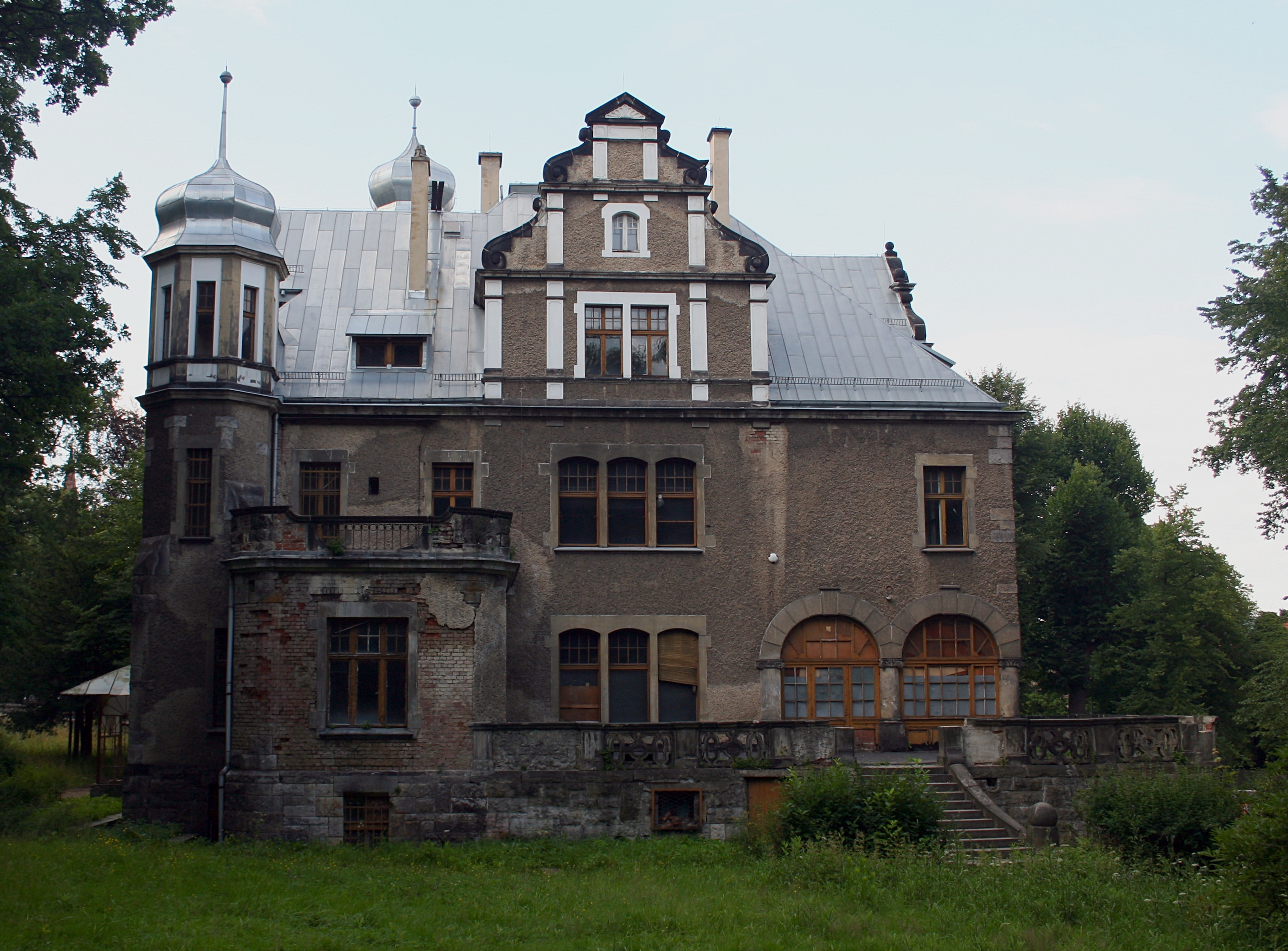
Willa
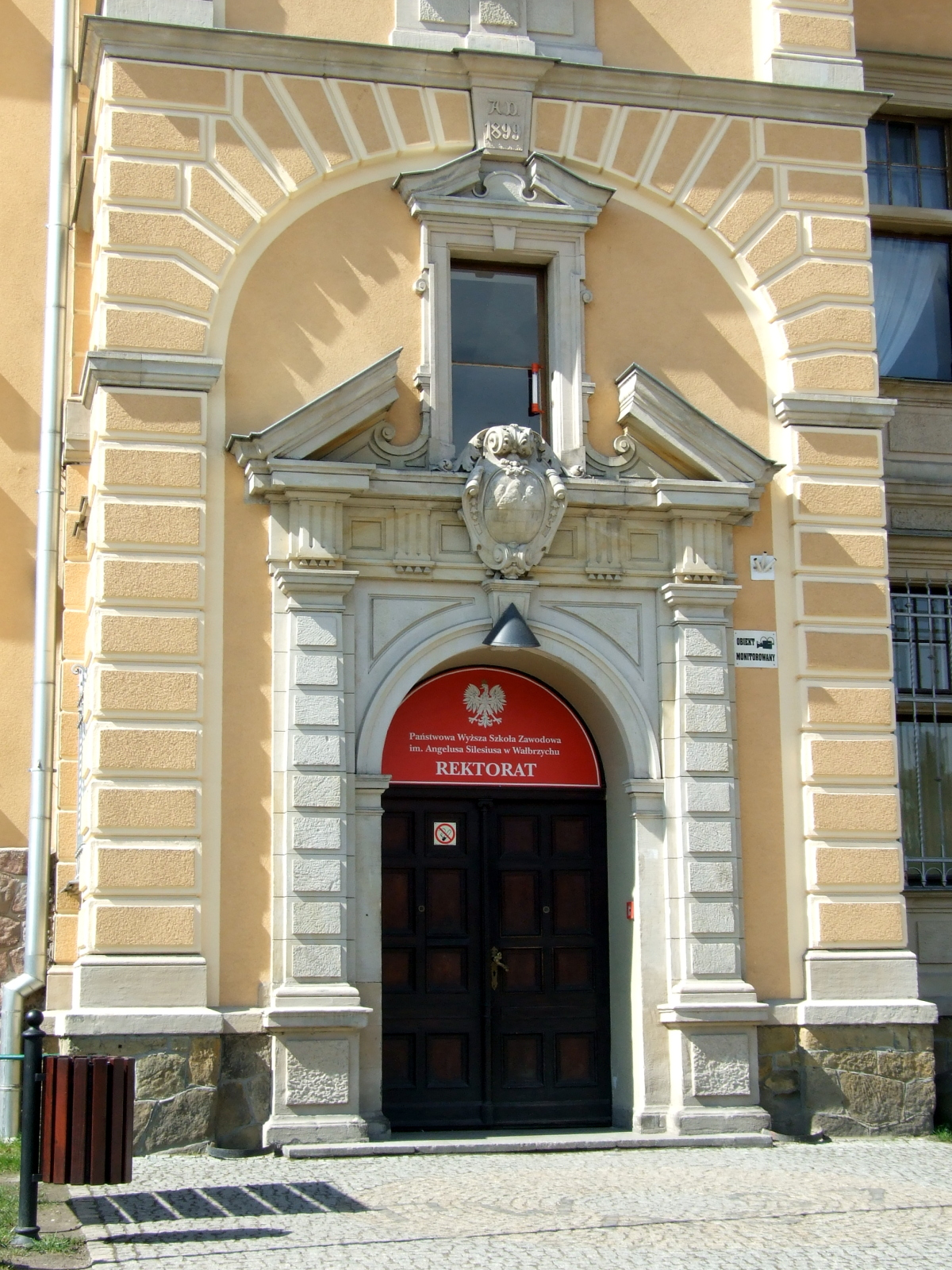
Zamek, obecnie PWSZ
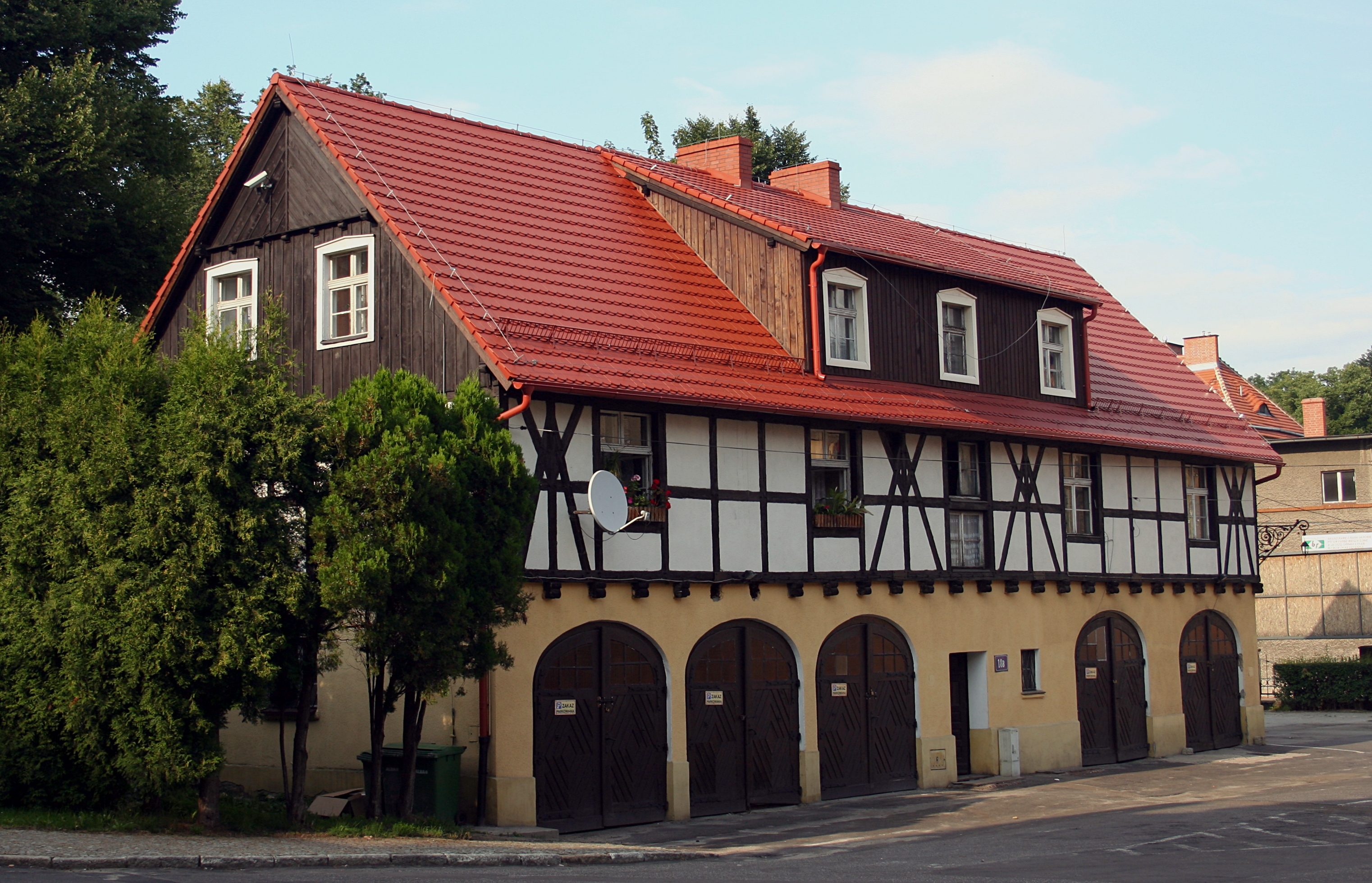
Folwark, Młynarska